# (36598) 2000 QX137
2000 QX137 (asteroide 36598) é um asteroide da cintura principal. Possui uma excentricidade de 0.13985030 e uma inclinação de 2.14002º.
Este asteroide foi descoberto no dia 31 de agosto de 2000 por LINEAR em Socorro.